# Ceracris kiangsu
Ceracris kiangsu es una especie de saltamontes de la subfamilia Oedipodinae, familia Acrididae. Se distribuye en Indochina y en el sureste de China, donde pueden convertirse en una plaga agrícola de importancia local. No se incluye ninguna subespecie en el Catalogue of Life.
Se ha observado un comportamiento de encharcamiento: estos insectos son atraídos por los iones de sodio y amonio en la orina humana.